# Osnabrücks Bispedømme
Osnabrücks Bispedømme (latin: Dioecesis Osnabrugensis, tysk: Das Bistum Osnabrück) er et af de tyve katolske stifter i Tyskland. Bispedømmet tilhører Hamborgs kirkeprovins.
Bispedømmet omfatter de katolske menigheder i delstaten Niedersachsen (dog undtagen menighederne i det tidligere land Oldenborg) samt i den sydlige del af delstaten Bremen.
Bispedømmet blev en del af Hamborgs kirkeprovins i 1995.
I 1995 blev Franz-Josef Bode biskop.
Stiftet har rødder tilbage til Middelalderen. Det første bispedømme i området blev oprettet omkring år 803 af Karl den Store.